# Dose giornaliera accettabile
La dose giornaliera accettabile (sigla DGA), traduzione dall'inglese Acceptable Daily Intake (ADI), è un valore utilizzato in tossicologia e rappresenta la quantità tollerabile di una sostanza che un uomo, in base al suo peso, può assumere giornalmente e per tutta la vita senza effetti avversi riconoscibili secondo lo stato attuale delle conoscenze.
La DGA è definita secondo la formula:
DGA = NOAEL / SF
dove:
- il NOAEL è il dosaggio al quale non sono osservabili effetti avversi sull'animale da esperimento
- SF è il fattore di sicurezza: quando non sono disponibili sufficienti studi ed informazioni sull'azione tossica della sostanza in esame sull'uomo, si assume un fattore di sicurezza che varia da 10 a 1000. Il Fattore di sicurezza si basa sul presupposto che l'uomo possa essere 10 volte più sensibile della specie animale più sensibile sulla quale la sostanza è stata sperimentata. Nel caso in cui non siano numerose le informazioni sulla tossicologia della sostanza in esame, si assume un SF uguale a 100. Se non esistono dati attendibili, si assume un SF uguale a 1000.

La DGA viene espressa in mg/kg di peso corporeo/die